# Добровшчак
Добровшчак (на словенски: Dobrovščak) е село в Словения, Подравски регион, община Ормож. Според Националната статистическа служба на Република Словения през 2015 г. селото има 14 жители.